# Туркуэн
Туркуэ́н (фр. Tourcoing, пикард. Tourco, Tourtchuin) — коммуна во Франции, регион О-де-Франс, департамент Нор, округ Лилль, кантоны Туркуэн-1 и Туркуэн-2. Третий по численности населения город департамента, расположен на границе с Бельгией, в 11 км к северо-востоку от Лилля. В центре города находится железнодорожная станция Туркуэн линии Лилль-Мускрон.
Население (2017) — 97 368 человек.

## История
Впервые город упомянут в 1080 году, в 1130 году в городе построена церковь Святого Ведаста. В XV веке Туркуэн уже считался крупным центром фландрийского ткачества. В 1491 году император Максимилиан учредил в Туркуэне ежегодную ярмарку. До 1668 года город относился к Габсбургским Нидерландам.
18 мая 1794 года под Туркуэном революционные французы во главе с Моро разгромили австрийцев и англичан. В XIX веке на месте старой церкви Святого Ведаста возведена грандиозная неоготическая церковь Святого Христофора (Сен-Кристоф), одно из самых красивых зданий севера Франции. В 1906 году, по случаю проведения Международной выставки текстильной промышленности, построено здание Торгово-промышленной палаты с беффруа. Также представляют интерес здание мэрии и ботанический сад Туркуэна.

## Достопримечательности
- Неоготическая церковь Святого Христофора середины XIX века
- Здание торгово-промышленной палаты с беффруа 1906 года в стиле эклектика
- Церковь Нотр-Дам-де-Агнес XIX века в стиле Второй империи
- Церковь Нотр-Дам-де-ла-Марльер
- Церковь Святой Анны
- Здание мэрии второй половины XIX века
- Железнодорожный вокзал 1906 года
- Здание лицея Гамбетта 1880-х годов

## Экономика
Структура занятости населения:
- сельское хозяйство — 0,1 %
- промышленность — 8,2 %
- строительство — 5,0 %
- торговля, транспорт и сфера услуг — 43,4 %
- государственные и муниципальные службы — 43,3 %

Уровень безработицы (2017) — 23,2 % (Франция в целом — 13,4 %, департамент Нор — 17,6 %).
Среднегодовой доход на 1 человека, евро (2017) — 16 770 (Франция в целом — 21 110, департамент Нор — 19 490).

## Демография
Динамика численности населения, чел.

## Администрация
С 2020 года пост мэра Туркуэна занимает Дорьян Бекю (Doriane Becue), член Совета департамента Нор от кантона Туркуэн-2. На муниципальных выборах 2020 года победу в 1-м туре одержал с 60,88 % голосов список центристов во главе с министром общественных средств Жеральдом Дарманеном. После его отставки в сентябре 2020 года в связи с назначением на пост министра внутренних дел мэром Туркуэна была избрана Дорьян Бекю, второй номер в победившем избирательном списке.
| Период | Период | Фамилия                 | Партия                                                        | Примечания |
| ------ | ------ | ----------------------- | ------------------------------------------------------------- | --- |
| 1959   | 1977   | Рене Лекок              | Союз демократов в поддержку республики                        | профессор, член Генерального совета департамента                                                                              |
| 1977   | 1979   | Ги Шатилье              | Социалистическая партия                                       | журналист |
| 1979   | 1983   | Морис Дельво            | Социалистическая партия                                       | работник страховой компании                                                                                                   |
| 1983   | 1989   | Стефан Дермо            | Союз за французскую демократию                                | коммерческий директор, член Генерального совета департамента, депутат Национального собрания, депутат Европейского парламента |
| 1989   | 2008   | Рене-Пьер Бальдюик      | Социалистическая партия                                       | работник текстильной компании, член Генерального совета департамента, депутат Национального собрания                          |
| 2008   | 2014   | Мишель-Франсуа Деланнуа | Социалистическая партия                                       | помощник депутата, член Генерального совета департамента, член Регионального совета Нор-Па-де-Кале                            |
| 2014   | 2017   | Жеральд Дарманен        | Союз за народное движение, Республиканцы, Вперёд, Республика! | вице-президент Регионального совета Нор-Па-де-Кале, депутат Национального собрания, министр общественных средств              |
| 2017   | 2019   | Дидье Дроар             | Республиканцы                                                 | |
| 2019   | 2020   | Жан-Мари Вильстекер     | Республиканцы                                                 | |
| 2020   | 2020   | Жеральд Дарманен        | Вперёд, Республика!                                           | министр внутренних дел |
| 2020   |        | Дорьян Бекю             | Разные правые                                                 | работник социальной сферы, член Совета департамента                                                                           |

## Города-побратимы
- Берлин, Германия
- Ботроп, Германия
- Бьелла, Италия
- Гимарайнш, Португалия
- Мускрон, Бельгия
- Мюльхаузен, Германия
- Рочдейл, Великобритания
- Ястшембе-Здруй, Польша

## Галерея

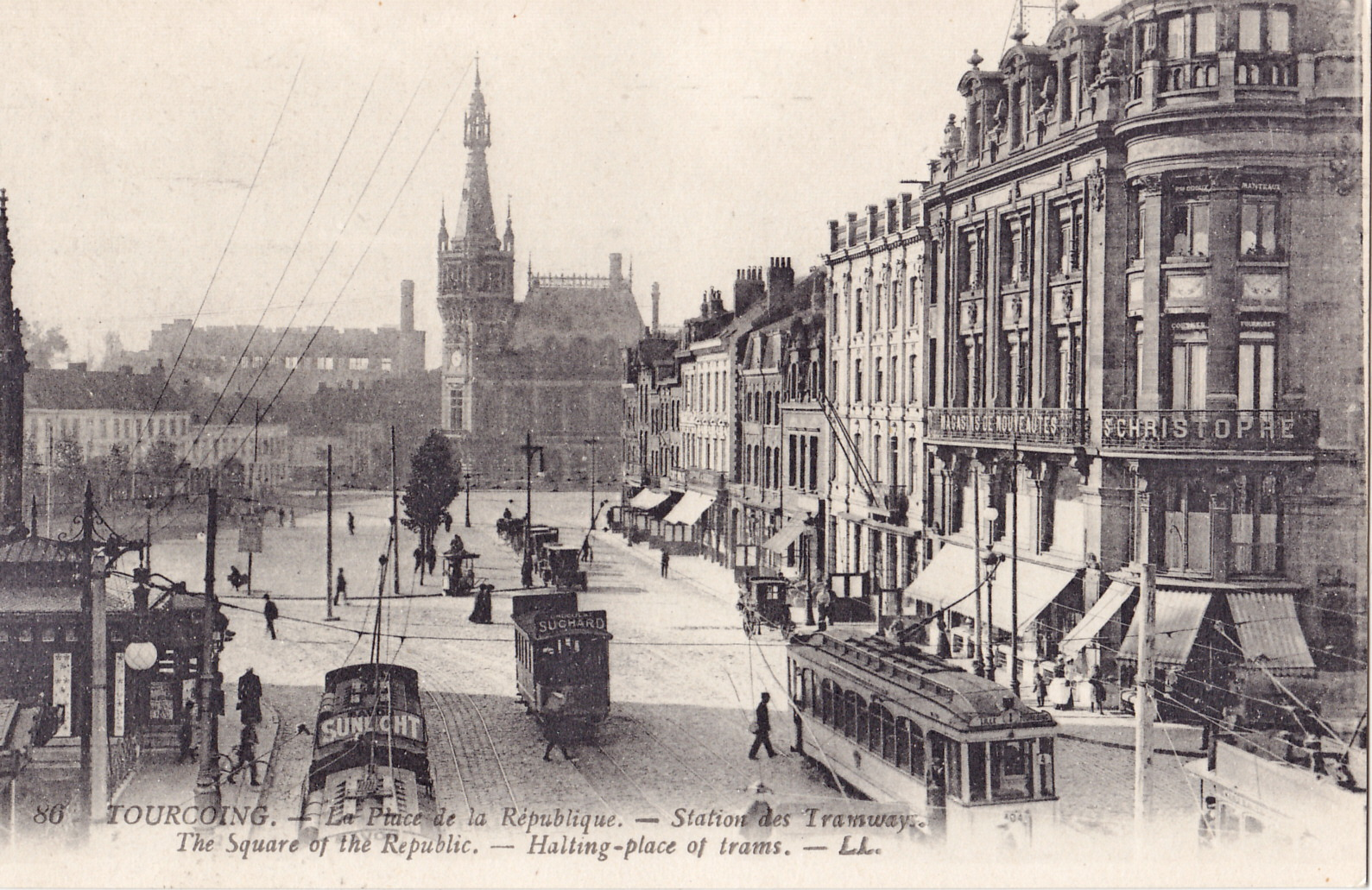
Площадь Республики в начале XX века
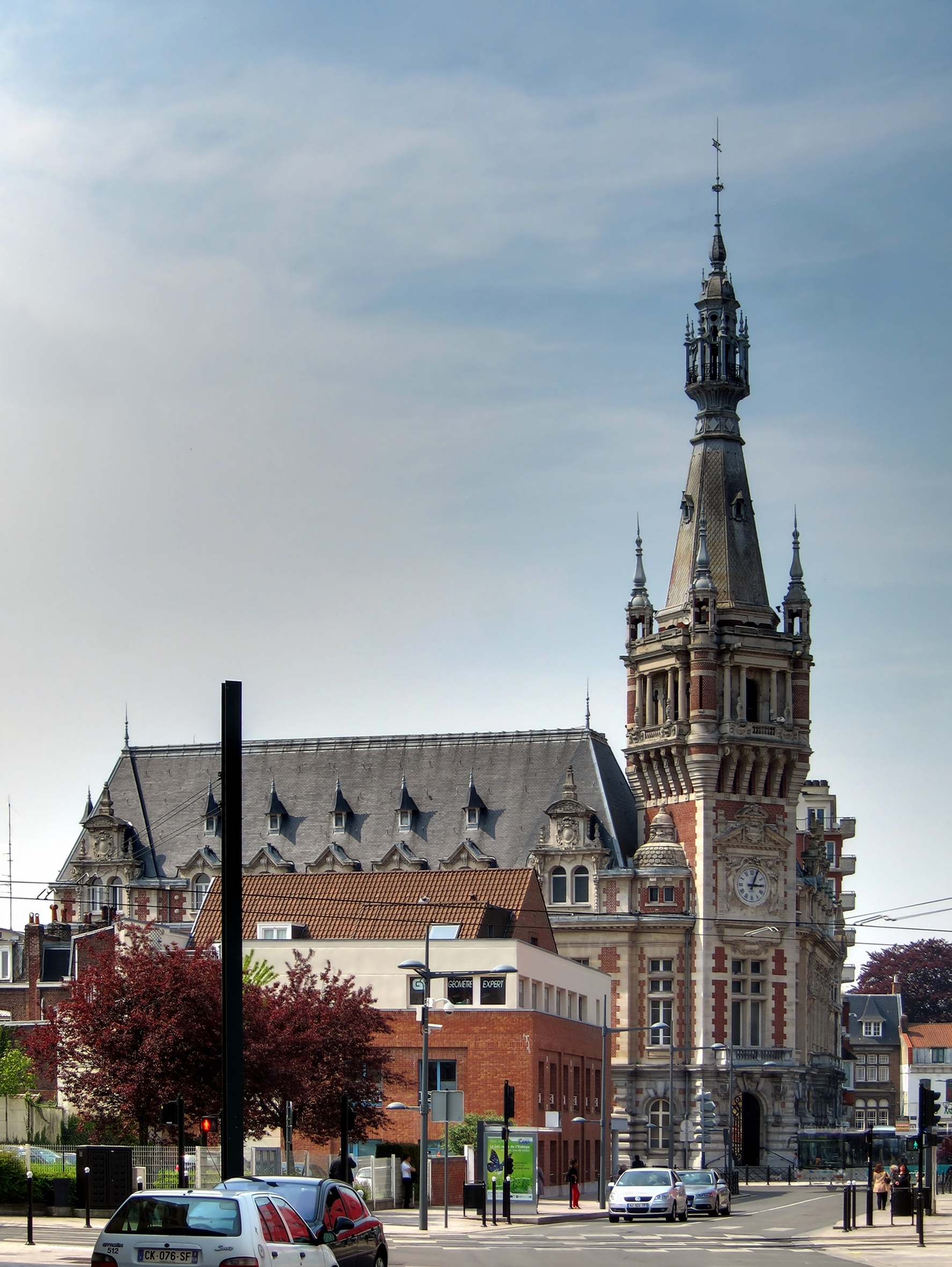
Здание торгово-промышленной палаты
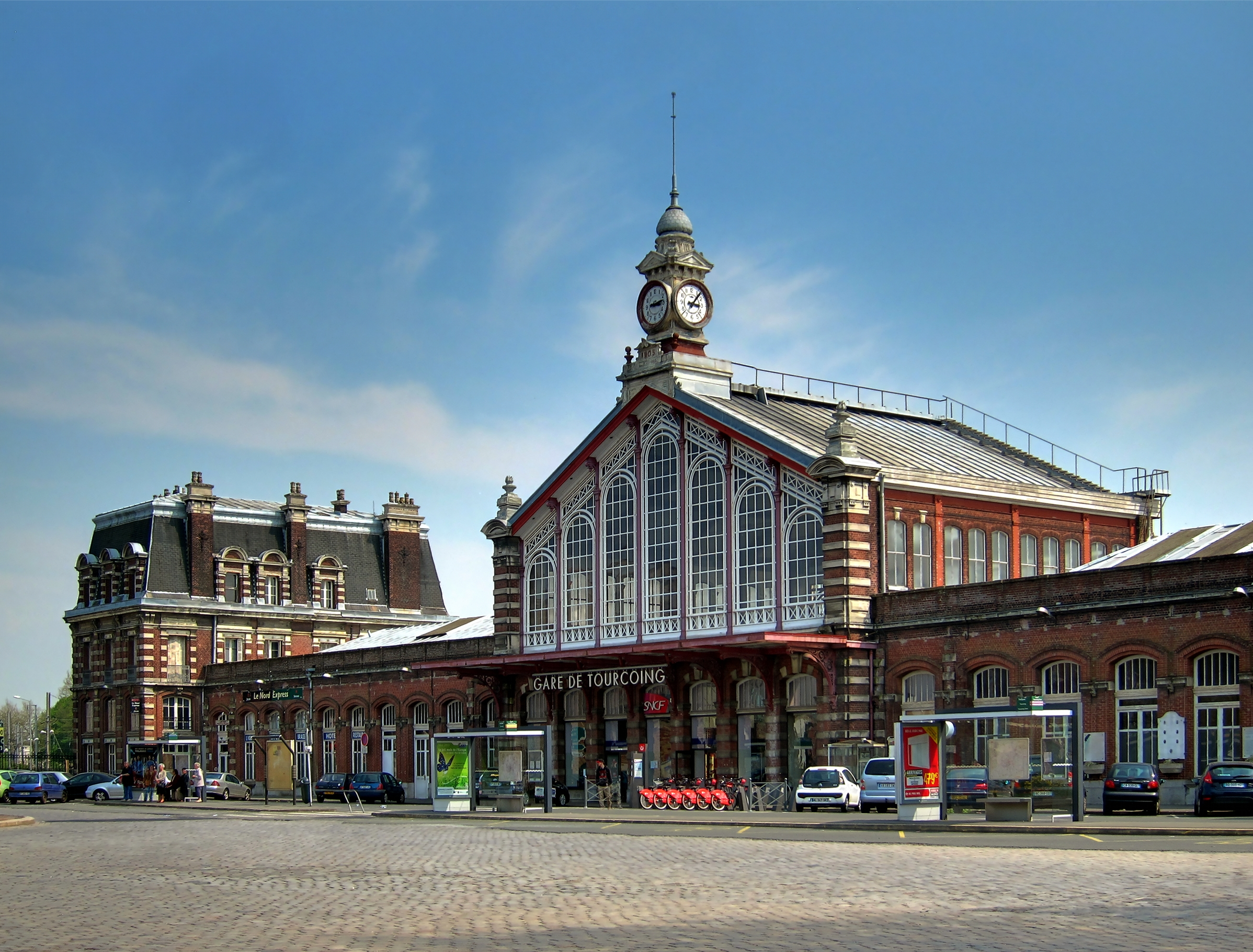
Вокзал Туркуэна
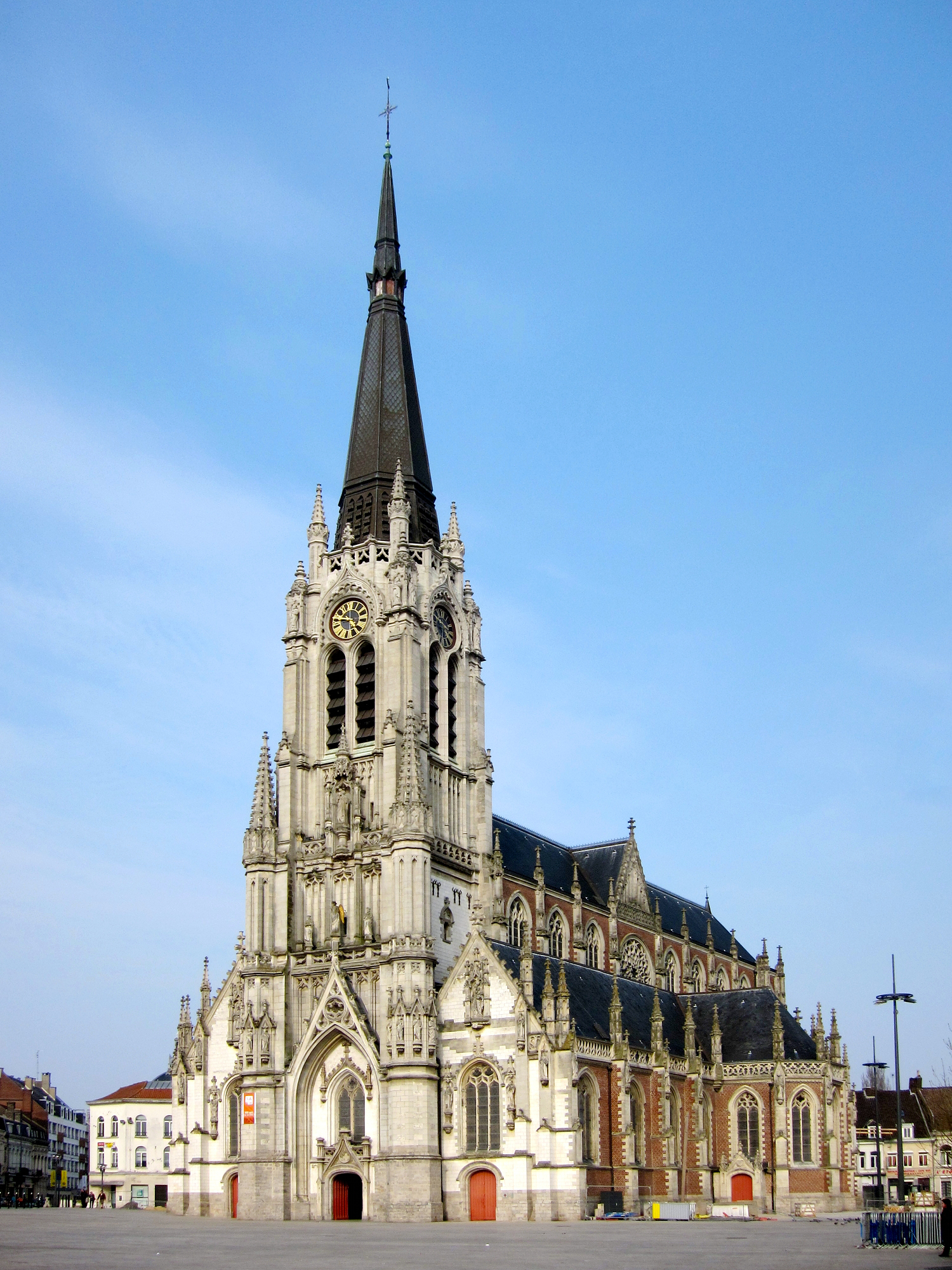
Церковь Святого Христофора
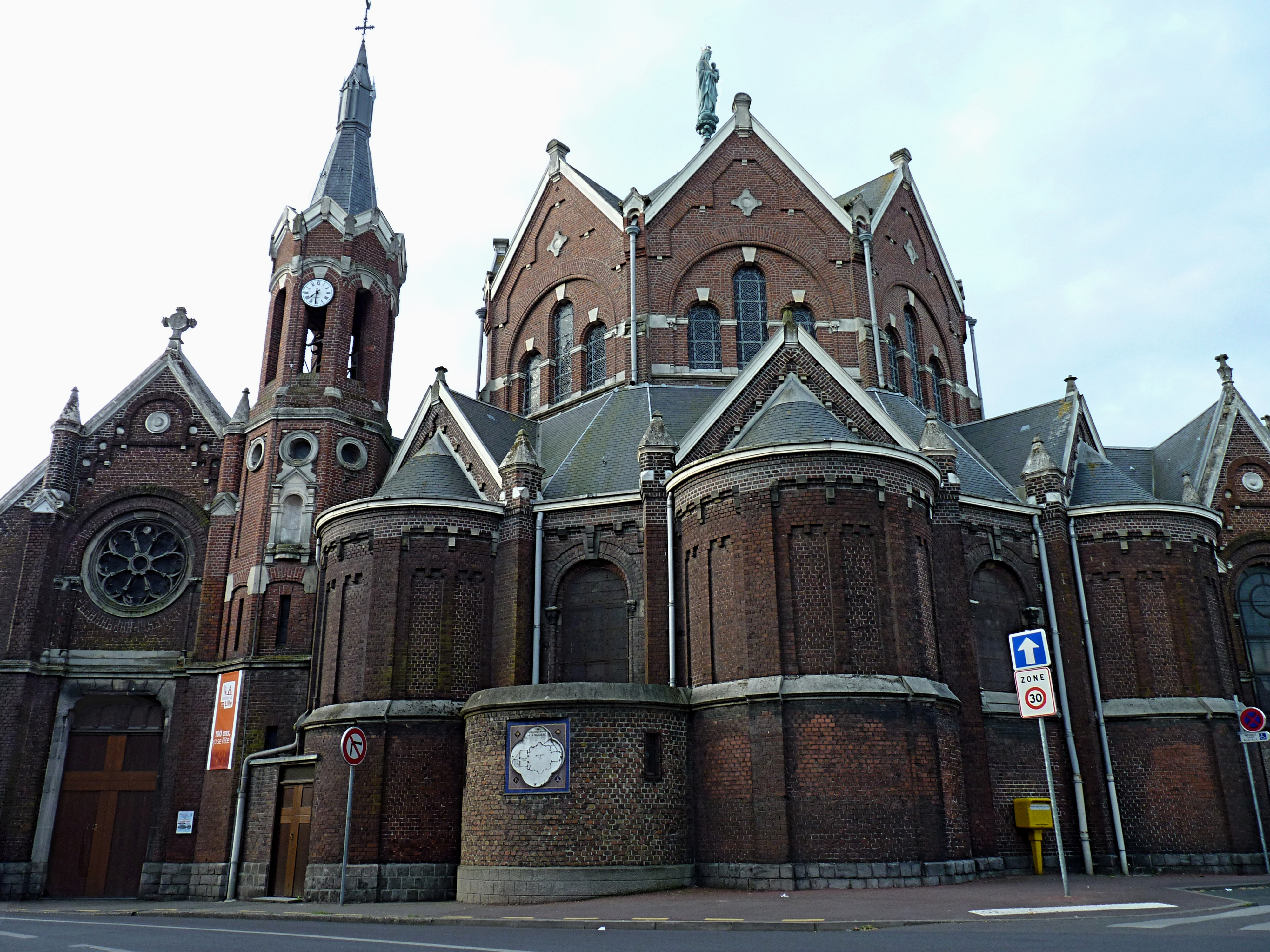
Церковь Нотр-Дам-де-ла-Марльер
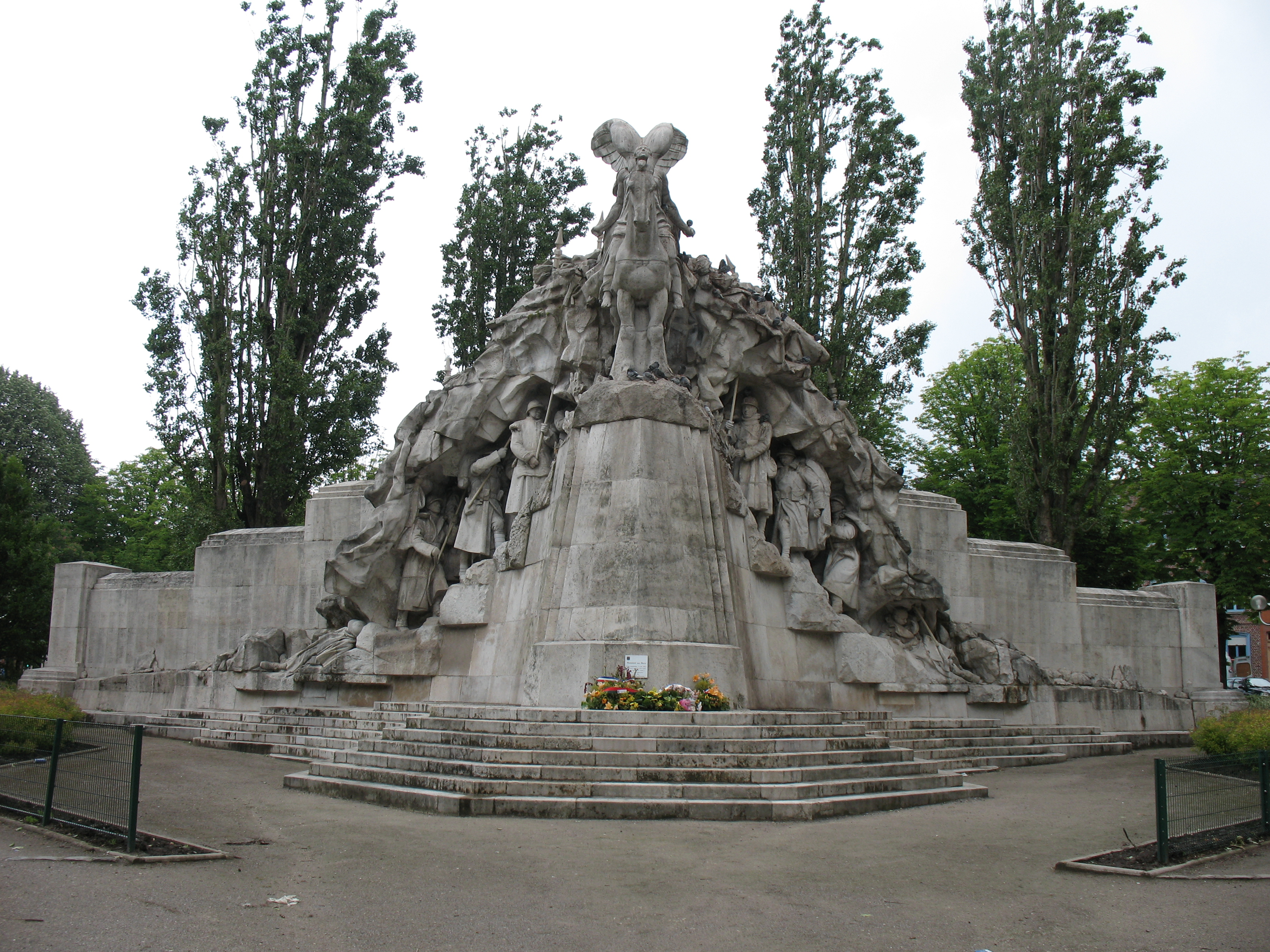
Площадь Победы
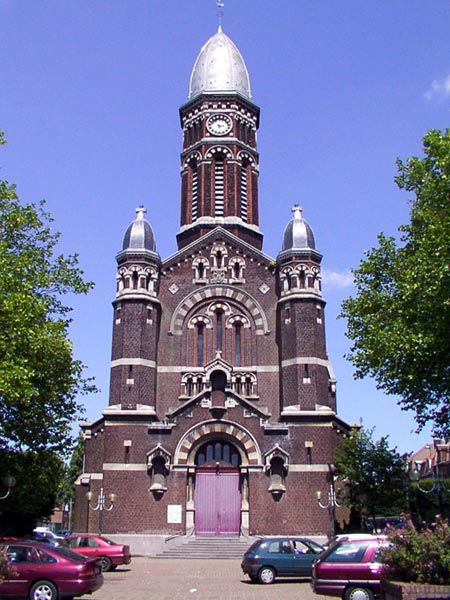
Церковь Святой Анны

1. 1 2  база данных о французских коммунах — Национальный географический институт Франции, 2015.